# Франц Вельзер-Мест
Франц Вельзер-Мест (нім. Franz Welser-Möst, справжнє ім'я Франц Леопольд Марія Мест, нім. Franz Leopold Maria Möst; 16 серпня 1960, Лінц, Австрія) — австрійський диригент.
Франц Мест почав займатися музикою ще в дитинстві. Спочатку він займався на скрипці, проте змушений був залишити заняття, після того як потрапив в автомобільну аварію. Після цього він зайнявся диригуванням. Навчався в Лінці, потім у Вищій музичній школі в Мюнхені.
Дебютував в 1983 році у Відні. У 1985 році він змінив своє сценічне ім'я на Вельзер-Мест в честь міста Вельс, де пройшло його дитинство. У 1980-ті роки він почав виступати з провідними світовими оркестрами. Очолював Норрчепінгський симфонічний оркестр в 1986—1990 роках. У 1990 році він став художнім керівником Лондонського філармонічного оркестру, залишив його в 1996 році. З 1995 по 2008 рік Франц Вельзер-Мест був головним диригентом Цюрихського оперного театру (з 2005 по 2008 — його музичним керівником). З 2002 року очолив Клівлендський оркестр. У 2010—2014 — музичний керівник і головний диригент Віденської опери .
У його репертуарі переважно німецька та австрійська музика. Серед здійснених записів — твори Альбана Берга, Людвіга ван Бетовена, Антона Брукнера, Еріха Вольфганга Конгольда, Фелікса Мендельсона, Вольфганга Амадея Моцарта, Карла Орфа, Ігоря Стравінського, Франца Шмідта, Франца Шрекера, Йоганна Штрауса-сина, Ріхарда Штрауса, Франца Шуберта, Роберта Шумана.
У 2011 і 2013 роках диригував Віденським філармонічним оркестром на знаменитому Новорічному концерті.